# Llanura del Rosellón
La llanura del Rosellón (en francés: Plaine du Roussillon, en catalán: Plana del Rosselló) es una región natural de Francia localizada en el departamento de los Pirineos Orientales, entre Aspres, el Riberal, y Fenouillèdes, al oeste; Corbières y Salanque, al norte; la sierra de la Albera, y la costa Bermeja, al sur; y el mar Mediterráneo, al este. Esta limitada por barreras naturales: la cordillera de Corbières, en el norte; los Pirineos, al sur; el macizo de Canigó, al oeste, y al este el Mediterráneo.